# Rybolov (Boucher)
Rybolov je olej na plátně, jehož autorem je francouzský malíř François Boucher (29. září 1703, Paříž – 30. května 1770, Paříž). Patří k hlavním představitelům francouzského rokoka. Ve své tvorbě věnuje hlavní pozornost mytologickým a společenským námětům. Prostřednictvím rafinovaného prvku odcizení, jímž stupňuje smyslový účinek maleb, se mu daří působivě vylíčit půvab a radost ze života. Jeho často velmi erotické obrazy se setkávají na jednu stranu s přijetím ve dvorských kruzích a na druhou stranu však narážejí na prudkou kritiku ze strany osvícenského měšťanstva. Boucher byl typickým francouzským malířem doby Ludvíka XV., a jedním z největších dekoratérů vůbec. Jeho obrazy lovů a bukolických výjevů vytvořily nový dekorační sloh 18. století. Jeho obrazy, na kterých je hlavním tématem nahé ženské tělo, jsou naplněny něhou, šarmem a grácií. Maluje světlým koloritem, nuancovaným do harmonických akordů bledě modrých a zelených, růžových a oranžových tónů. Byl vynikající kreslíř, s malířským zaujetím zobrazoval drahé látky a zátiší, jež zdobí jeho kompozice. Jak je možno si povšimnout i na obraze Rybolov, zobrazení krajiny nebývalo na jeho malbě hlavním motivem. Jeho motivem nebyla krajina, na výjevu upřednostňoval zobrazení postav, zachycení scény v určitém okamžiku.